# 勃朗峰山脉

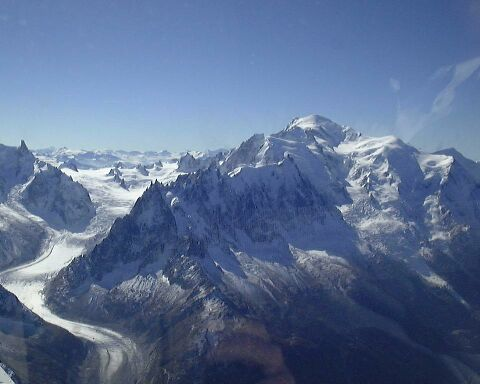

45°50′01″N 06°51′54″E / 45.83361°N 6.86500°E
勃朗峰山脉（法語：Massif du Mont-Blanc），是中歐的山脉，位於法國、意大利和瑞士接壤的邊境，屬於阿爾卑斯山的一部分，面積400平方公里，最高點勃朗峰海拔高度4,809米。